# 1841 en philosophie
Chronologie de la philosophie
- 1837
- 1838
- 1839
- 1840
- 1841
- 1842
- 1843
- 1844
- 1845

L’année 1841 a été marquée, en philosophie, par les événements suivants :

## Publications
- L'Essence du christianisme, de Ludwig Feuerbach expose la vision philosophique et critique de Feuerbach sur la religion.

## Décès
- 23 mai : Franz Xaver von Baader, philosophe et théologien allemand, né en 1765.